# دانشی طوسی
دانشی توسی (طوسی) یا ربیع طوسی از شاعران گمنام ایرانی و شیعی اهل توس خراسان است که در سدهٔ پنجم هجری می‌زیسته است و منظومهٔ علی‌نامه را سروده است.
علی‌نامه منظومه‌ای حماسی و شیعی به زبان فارسی است که به سبک شاهنامه فردوسی درباره دلاوری‌های علی در جنگ‌های صدر اسلام به نظم درآمده است. ربیع طوسی این اثر را در بحر متقارب در اواخر قرن پنجم هجری (۴۸۲ قمری/۴۶۸ خورشیدی) سروده است.
نام واقعی وی مشخص نیست ولی تخلص او در این منظومه، «ربیع» یا «دانشی» است و از زندگانی او اطلاعاتی در دسترس نیست.

## از ابیات وی
| پس از شکر دانش دل دانشـی   |  | نزیبد که جـوید دل رامشـی  |
| زکاه زر و سیم زر است و سیم |  | زکوه سخن نظم و درّ یتیم    |
| بسندیذه باشـد سخن در علی   |  | شـود نو حدیثت کهـن در علی |
| نباید که خامش بود دانشـی   |  | ز مدح علی باشـد او رامشـی |